# タディヤ・ドラギツェヴィッチ
タディヤ・ドラギツェヴィッチ（セルビア語: Тадија Драгићевић, ラテン文字転写: Tadija Dragićević、1986年1月28日- ）は、セルビアのプロバスケットボール選手。フランス男子プロバスケットボールリーグのストラスブルグIGに所属している。ユーゴスラビア連邦セルビア共和国モラヴィツァ郡チャチャク出身。ポジションはパワーフォワード。身長206cm、112kg。

## 来歴
2004年にセルビアのプロバスケットボールリーグ1部KLSの強豪KKツルヴェナ・ズヴェズダでプロキャリアをスタートさせ、2008年のNBAドラフトでユタ・ジャズに53位で指名され、その後交渉権はダラス・マーベリックスを経て、シカゴ・ブルズに移った。